# Otospongiose
 Mise en garde médicale
L'otospongiose, appelée aussi otosclérose, est une maladie de l'oreille interne et moyenne. C'est une maladie enzymatique d'origine génétique, à pénétrance variable. Elle est fréquemment déclenchée ou aggravée par certaines modifications hormonales importantes, comme la puberté ou le début d'une grossesse.
C'est une évolution pathologique des tissus osseux (ostéodystrophie de la capsule otique), et il en existe deux types :
- un premier type consiste en la fixation de la platine de l'étrier dans la fenêtre ovale ;
- le second type, appelé otospongiose cochléaire, fait intervenir une calcification du labyrinthe osseux de l'oreille interne.

## Épidémiologie
L'incidence clinique de l'otospongiose est en moyenne de 0,3 %, alors que l'incidence histologique (sur constatation post-mortem de foyers otospongieux) serait proche de 10 %. Cette pathologie apparaît cliniquement au cours de la 3e décennie et touche 2 fois plus souvent les femmes que les hommes. L'atteinte est bilatérale dans près de 75 % des cas. On retrouve des antécédents familiaux dans près de 50 % des cas.

## Diagnostic

### Symptômes
Les deux symptômes conduisant au diagnostic sont la baisse d'audition et l'existence d'acouphènes. La baisse d'audition est acquise progressivement et généralement asymétrique. Elle peut s'aggraver rapidement au cours des événements de la vie génitale chez la femme (grossesse notamment). Les acouphènes sont présents chez 30 % des patients au moment du diagnostic.

### Examen physique
L'otoscopie retrouve un tympan normal. L'acoumétrie retrouve un test de Weber latéralisé du côté de l'oreille la plus atteinte et un test de Rinne négatif homolatéral. Le test de Bonnier est positif vers l'oreille atteinte.

### Examens complémentaires
L'audiogramme et le tympanogramme suffisent à évoquer le diagnostic dans un contexte classique (surdité de transmission à tympan normal chez une femme jeune d'une trentaine d'années aggravée après une grossesse et avec des antécédents familiaux d'otospongiose).
Le tympanogramme ne retrouve plus les réflexes stapédiens qui sont abolis de façon précoce dans l'évolution de la maladie.

## Traitement
Le traitement de l'otospongiose consiste généralement à exciser chirurgicalement le tissu en excès ou à remplacer les osselets ou la fenêtre du vestibule. Le remplacement de l'étrier par une prothèse est nommé la stapédectomie, mais la plupart du temps c'est en réalité une stapédotomie (perforation chirurgicale de la platine de l’étrier) qui est pratiquée.
Le fluorure de sodium est quelquefois utilisé pour tenter de limiter l'évolution de la maladie dans les formes les plus évolutives, mais ce traitement, non validé, est d'un intérêt très discuté.